# Helige Andes kyrka, Šibenik
Helige Andes kyrka (kroatiska: Crkva svetog Duha, italienska: Chiesa di Santo Spirito) är  en kulturmärkt romersk-katolsk kyrka i Šibenik i Kroatien. Den uppfördes på 1600-talet och är belägen på gatuadressen Trg Dinka Zavorovića bb i gamla stan.

## Arkitektur och historik
Helige Andes kyrka uppfördes i början av 1600-talet på platsen för en äldre kyrka som skadades svårt i den stora branden år 1458. Den äldre kyrkan var uppförd i romansk stil och grunderna efter denna rekonstruerades i gotisk stil enligt ritningar av Antun Nogulović.
Kyrkan är enskeppig och har en kvadratisk absid. I absiden finns den rektangulära sakristian. Bredvid kyrkan finns en brödrasal som via en balustrad i gotisk- och renässansstil är förbunden med kyrkan. Kyrkans framsida har en halvcirkelformad gavel, en portal med ett triangulärt krön, fyra rektangulära och profilerade fönster, ett klocktorn med två klockor i barockstil och ett dekorativt rosettfönster.